# Cose nostre
Cose nostre è un programma televisivo italiano di tipo docu-reality che racconta storie di mafia, in onda in seconda serata su Rai 1 dal 9 gennaio 2016.

## Edizioni
| Edizioni | Periodo         | Periodo          | Puntate inedite |
| Edizioni | Inizio          | Fine             | Puntate inedite |
| -------- | --------------- | ---------------- | --------------- |
| 1        | 9 gennaio 2016  | 10 dicembre 2016 | 11              |
| 2        | 28 giugno 2018  | 19 agosto 2018   | 4               |
| 3        | 4 luglio 2019   | 25 luglio 2019   | 4               |
| 4        | 1º giugno 2020  | 22 giugno 2020   | 3               |
| 5        | 8 luglio 2021   | 17 gennaio 2022  | 8               |
| 6        | 11 luglio 2022  | 31 ottobre 2022  | 7               |
| 7        | 12 gennaio 2023 | 2 ottobre 2023   | 9               |
| 8        | 6 maggio 2024   | 7 ottobre 2024   | 13              |
| 9        | 19 maggio 2025  | in corso         |                 |

## Puntate

### Prima stagione
| # tot. | # ed. | Data             | Titolo                     |
| ------ | ----- | ---------------- | -------------------------- |
| 1      | 1     | 9 gennaio 2016   | Giù la penna               |
| 2      | 2     | 16 gennaio 2016  | L'ultimo inchino           |
| 3      | 3     | 23 gennaio 2016  | Ombre nere                 |
| 4      | 4     | 30 gennaio 2016  | Ironia e pallottole        |
| 5      | 5     | 6 febbraio 2016  | Giochi sporchi             |
| 6      | 1     | 12 novembre 2016 | Scacco al Tacco            |
| 7      | 2     | 19 novembre 2016 | La guerra di Antonio       |
| 8      | 3     | 26 novembre 2016 | La spia che veniva dal Sud |
| 9      | 4     | 3 dicembre 2016  | Da Napoli è tutto          |
| 10     | 5     | 5 dicembre 2016  | Il protocollo              |
| 11     | 6     | 10 dicembre 2016 | Pizzo e pallottole         |

### Seconda stagione
| # tot. | # ed. | Data           | Titolo                           |
| ------ | ----- | -------------- | -------------------------------- |
| 12     | 1     | 28 giugno 2018 | Il codice di Angela              |
| 13     | 2     | 5 luglio 2018  | Lamezia brucia, Rocco si ribella |
| 14     | 3     | 12 luglio 2018 | La mafia del pane                |
| 15     | 4     | 19 luglio 2018 | Male nostrum                     |

### Terza stagione
| # tot. | # ed. | Data           | Titolo             |
| ------ | ----- | -------------- | ------------------ |
| 16     | 1     | 4 luglio 2019  | O cu nui o cu iddi |
| 17     | 2     | 11 luglio 2019 | Lessico criminale  |
| 18     | 3     | 18 luglio 2019 | Di madre in figlio |
| 19     | 4     | 25 luglio 2019 | Nel nome del padre |

### Quarta stagione
| # tot. | # ed. | Data           | Titolo              |
| ------ | ----- | -------------- | ------------------- |
| 20     | 1     | 1º giugno 2020 | Il boss nell'ombra  |
| R      |       | 8 giugno 2020  | Il codice di Angela |
| 21     | 2     | 15 giugno 2020 | Nel nome dei figli  |
| 22     | 3     | 22 giugno 2020 | La scelta di Mimmo  |

### Quinta stagione
| # tot. | # ed. | Data             | Titolo                   |
| ------ | ----- | ---------------- | ------------------------ |
| 23     | 1     | 8 luglio 2021    | Un giudice solo          |
| 24     | 2     | 22 luglio 2021   | La piana degli dei       |
| 25     | 3     | 29 luglio 2021   | Legami di sangue         |
| R      |       | 5 agosto 2021    | La mafia del pane        |
| R      |       | 12 agosto 2021   | A mani nude              |
| 26     | 4     | 29 novembre 2021 | Marisa Merico            |
| 27     | 5     | 6 dicembre 2021  | Maria Concetta Cacciola  |
| 28     | 6     | 13 dicembre 2021 | Angela Donato            |
| 29     | 7     | 20 dicembre 2021 | Antonia Maria Iannicelli |
| 30     | 8     | 17 gennaio 2022  | Rosario Livatino         |

### Sesta stagione
| # tot. | # ed. | Data            | Titolo                           |
| ------ | ----- | --------------- | -------------------------------- |
| 31     | 1     | 11 luglio 2022  | L'avamposto degli uomini perduti |
| 32     | 2     | 18 luglio 2022  | Paolo Borsellino                 |
| 33     | 3     | 25 luglio 2022  | Passione criminale               |
| R      |       | 1º agosto 2022  | Lamezia brucia, Rocco si ribella |
| R      |       | 8 agosto 2022   | Giú la penna                     |
| R      |       | 15 agosto 2022  | Un giudice solo                  |
| R      |       | 22 agosto 2022  | Da Napoli è tutto                |
| R      |       | 29 agosto 2022  | Marisa Merico                    |
| 34     | 4     | 3 ottobre 2022  | La figlia del boss               |
| 35     | 5     | 10 ottobre 2022 | Il silenzio nei suoi occhi       |
| 36     | 6     | 17 ottobre 2022 | Dentro il male                   |
| 37     | 7     | 31 ottobre 2022 | Il coraggio del giusto           |

### Settima stagione
| # tot. | # ed. | Data              | Titolo                     |
| ------ | ----- | ----------------- | -------------------------- |
| 38     | 1     | 12 giugno 2023    | Il piacere dell'onestà     |
| 39     | 2     | 19 giugno 2023    | Terra amara                |
| 40     | 3     | 26 giugno 2023    | L'estate dei veleni        |
| 41     | 4     | 3 luglio 2023     | L'ultima difesa            |
| R      |       | 10 luglio 2023    | Da Napoli è tutto          |
| 42     | 5     | 17 luglio 2023    | Dove resiste il bene       |
| R      |       | 24 luglio 2023    | Male Nostrum               |
| 43     | 6     | 11 settembre 2023 | Un fiore tra le vele       |
| 44     | 7     | 18 settembre 2023 | Le regole dello sbirro     |
| R      |       | 25 settembre 2023 | Il silenzio nei suoi occhi |
| 45     | 8     | 2 ottobre 2023    | Il cacciatore di uomini    |
| 46     | 9     | 9 ottobre 2023    | Gli ultimi banditi         |

### Ottava stagione
| # tot. | # ed. | Data              | Titolo                       |
| ------ | ----- | ----------------- | ---------------------------- |
| 47     | 1     | 6 maggio 2024     | La regola del poliziotto     |
| 48     | 2     | 13 maggio 2024    | La condanna nel nome         |
| 49     | 3     | 20 maggio 2024    | Palermo come Beirut          |
| 50     | 4     | 27 maggio 2024    | Per un'ora d'aria            |
| 51     | 5     | 3 giugno 2024     | Doppio inganno               |
| 52     | 6     | 10 giugno 2024    | Il piacere dell'onestà       |
| 53     | 7     | 15 luglio 2024    | C'era una volta a Cerignola  |
| 54     | 8     | 22 luglio 2024    | Nelle sue parole             |
| R      |       | 29 luglio 2024    | Un fiore tra le vele         |
| R      |       | 5 agosto 2024     | La figlia del boss           |
| R      |       | 12 agosto 2024    | Il coraggio del giusto       |
| R      |       | 2 settembre 2024  | Le regole dello sbirro       |
| 55     | 9     | 9 settembre 2024  | Senza stelle e senza fortuna |
| 56     | 10    | 16 settembre 2024 | Criminali di famiglia        |
| 57     | 11    | 23 settembre 2024 | L'ultimo turno               |
| 58     | 12    | 30 settembre 2024 | La notte di San Lorenzo      |
| 59     | 13    | 7 ottobre 2024    | O'schiattamuort              |

### Nona stagione
| # tot. | # ed. | Data           | Titolo                |
| ------ | ----- | -------------- | --------------------- |
| 60     | 1     | 19 maggio 2025 | Tony il falsario      |
| 61     | 2     | 26 maggio 2025 | L'amore bugiardo      |
| R      |       | 2 giugno 2025  | Gli ultimi banditi    |
| 62     | 3     | 9 giugno 2025  | Senza respiro         |
| 63     | 4     | 16 giugno 2025 | La strage dimenticata |
| R      |       | 4 agosto 2025  | Tony il falsario      |
| R      |       | 11 agosto 2025 | La strage dimenticata |

## Puntate speciali

### Speciale Cose nostre
L'8 luglio 2016 va in onda in prima serata su Rai 1 uno speciale in cui vengono raccontate storie di imprenditori, amministratori e semplici cittadini che si sono opposti sul territorio alla violenza della 'ndrangheta pagando un prezzo altissimo, ma scegliendo di rimanere a vivere nella propria terra. La puntata viene seguita da 1.474.000 telespettatori, pari all'' 8,6% di share.

### Matteo Messina Denaro, il "padrino invisibile"
Il 21 luglio 2017 va in onda in prima serata su Rai 1 uno speciale in cui viene raccontata la storia di Matteo Messina Denaro, boss mafioso latitante da più di 25 anni. La puntata viene seguita da 1.482.000 telespettatori, pari al 9,8% di share.

### A mani nude
L'8 luglio 2020 va in onda in prima serata su Rai 1 uno speciale sulla storia dei fratelli Luigi e Aurelio Luciani, uccisi da killer spietati della mafia garganica. La puntata viene seguita da 1.049.000 telespettatori, pari al 5,6% di share.